# Mark Jabalé
John Peter Mark Jabalé (ur. 16 października 1933 w Aleksandrii, zm. 9 maja 2025 w Hereford) – brytyjski duchowny rzymskokatolicki, benedyktyn, w latach 2001-2008 biskup diecezjalny diecezji Menevia.

## Życiorys
29 września 1953 złożył śluby zakonne w zgromadzeniu benedyktynów. Święcenia kapłańskie otrzymał 13 lipca 1958. Był profesorem w zakonnej szkole w Belmoncie. W latach 1983–1986 został przebywał w Peru i nadzorował budowę klasztoru benedyktynów w Tambogrande. W 1986 został przeorem w Belmoncie, a w 1993 opatem.

### Episkopat
7 listopada 2000 papież Jan Paweł II mianował go biskupem koadiutorem diecezji Menevia. Sakry udzielił mu 7 grudnia 2000 bp Daniel Mullins, u boku którego miał posługiwać jako koadiutor. 12 czerwca 2001 został biskupem diecezjalnym. 16 października 2008 - dokładnie w dniu osiągnięcia biskupiego wieku emerytalnego (75 lat) - opuścił swój urząd. Od tego czasu pozostaje biskupem seniorem diecezji. Obecnie posługuje w kościele Trójcy Świętej w Chipping Norton.